# Lituolida
Die Lituolida sind eine Ordnung gehäusetragender, meeresbewohnender Protisten aus der Gruppe der Foraminiferen.

## Merkmale
Alle Arten der Ordnung bilden agglutinierte Gehäuse, also Gehäuse aus aufgesammelten Partikeln, die entweder in einer protein- oder mineralbasierten Grundmasse verankert werden. Die Gehäuse sind mehrkammerig, in der Regel planspiral, selten trocho- oder streptospiral angelegt, fast immer gewendelt (nur selten im Alter ungewendelt) und durchgängig seriell aufgebaut.

## Systematik
Die Ordnung umfasst rezent zehn Überfamilien:
- Überfamilie Ammodiscacea
  - Familie Ammodiscidae
- Überfamilie Rzehakinacea
  - Familie Rzehakinidae
- Überfamilie Hormosinacea
  - Familie Reophacidae
  - Familie Hormosinidae
- Überfamilie Lituolacea
  - Familie Haplophragmoididae
  - Familie Lituotubidae
  - Familie Lituolidae
  - Familie Placopsilinidae
- Überfamilie Haplophragmiacea
  - Familie Ammosphaeroidinidae
- Überfamilie Coscinophragmatacea
  - Familie Coscinophragmatidae
- Überfamilie Loftusiacea
  - Familie Cyclamminidae
- Überfamilie Spiroplectamminacea
  - Familie Nouriidae
  - Familie Spiroplectamminidae
- Überfamilie Verneuilinacea
  - Familie Verneuilinidae
- Überfamilie Ataxophragmiacea
  - Familie Globotextulariidae
  - Familie Textulariellidae

## Nachweise
- Barun K. Sen Gupta: Systematics of modern Foraminifera. In: Barun K. Sen Gupta (Hrsg.): Modern Foraminifera. Springer Netherlands (Kluwer Academic), 2002, ISBN 1-4020-0598-9, S. 23.